# 馮雅慧
馮雅慧（英語：Aubrey Fung Ngar-wai，1974年5月29日—），香港公務員，現任粵港澳大灣區發展副專員，曾擔任屯門民政事務專員。馮在1996年6月加入香港政府任職政務主任，她的首個崗位為布政司署政務科的助理政務司。及後，她除了曾在2000年代初擔任東區民政事務助理專員外，亦曾於教育統籌局、財經事務及庫務局和商務及經濟發展局等多個決策局任職。她在2011年底升任民政事務局首席助理秘書長。在民政局首席助秘任內，她曾推出在香港各級法院內為中及低收入的無律師代表訴訟人提供免費法律意見服務。另外，她亦支援家庭議會的運動，包括鼓勵生育的宣傳工作。在2016年1月25日，馮接替劉淦權出任屯門民政事務專員，並在同日起擔任官守太平紳士，至2023年6月26日由關可臨接替。她在離開屯門後曾出任政制及內地事務局首席助理秘書長，及後再於2025年1月調升粵港澳大灣區發展副專員。